# جون كيرك (لاعب كرة قدم)
جون كيرك (13 مارس 1930 - ) هو مدرب كرة قدم ولاعب كرة قدم كندي في مركز مهاجم داخلي. لعب مع نادي بورتسموث.